# Jason Earles
Jason Earles (n. 26 aprilie 1977 în San Diego, California, SUA), este un actor american, cunoscut cu numele Jackson Stewart pentru rolul său din serialul Hannah Montana.

## Filmografie
- The Shield (2003) - Kyle
- MAD TV (2003) - Swirley Kid
- Still Standing (2004) - Goran The Invincible
- National Treasure (2004) - Thomas Gates
- Table 6 (2004) - Bus Boy
- Special Ed (2005) - Young David
- One on One (2005)- Brad
- American Pie Presents:Band Camp (2005)-Ernie Kaplowitz
- Phil of the Future (2005) - Grady Spaggett
- Hannah Montana (2006) - Jackson Stewart
- Școala cea nouă a Împăratului(2006)- Guaca (voce)
- Gordon Glass (2007)- The Boss
- Boston Legal (2008)- Mitchy Weston
- Răpirea tatălui (2009)- Merv
- Aaron Stone(2009)- Hunter
- Hannah Montana: The Movie(2009)- Jackson Stewart
- Fish Hooks(2010)- Kevin peștele (voce)
- Holly,Jingles and Clyde 3D (2011) - Actor

Iar la Disney: Disney Channel Jocuri 2006 ; Echipa Albastră ; Disney Channel Jocuri 2007 ; Echipa Roșie ; Disney Channel Jocuri 2008 - Echipa Roșie.